# Eurata descintes
Eurata descintes là một loài bướm đêm thuộc phân họ Arctiinae, họ Erebidae.